# 50 tehetséges magyar fiatal
Az 50 tehetséges magyar fiatal egy mentorprogram, melyet a magyar La femme magazin indított el 2012 őszén. A kezdeményezés azokra a magyar fiatalokra kívánja irányítani a figyelmet, akik valamilyen művészeti vagy tudományágban kiemelkedő teljesítményt nyújtanak.

## A program menete
A programba 16 és 30 közötti fiatalok nevezhettek. Az jelentkezők száma 1373 volt. Az előválogatást a Nemzeti Tehetségpont szakemberei végezték el, és 80 főre szűkítették a jelölteket.

## A válogatás
A program személyre szabottan a kulturális, tudományos és gazdasági élet elismert személyiségeinek aktív szerepvállalása mellett kíván a fiatal tehetségeknek fejlődéséhez ösztönzést, támogatást nyújtani.A végső 50 főt ez a közéleti személyiségekből és szakemberekből álló zsűri válogatta ki egy kimondottan erre a célra létrehozott online rendszerben.

## A válogatás szempontjai
A jelentkezők végső értékelése öt szempont szerint történt:
- Teljesítmény - amely azt vizsgálta, hogy a fiatal tehetség képességei mennyivel emelkednek a korosztályi átlag fölé.
- Társadalmi érték - ami a közösség értékrendjének, normáinak, fejlődésének, Magyarország nemzetközi megítélésének, hínevének pozitív befolyásolási képességét mutatta.
- Eredetiség - amely a tömegirányzattól való különbözőséget fejezte ki.
- Újító erő - a megvalósításhoz kapcsolódó kreativitás értékelése.
- Ösztönző erő - a jelölt tevékenységén keresztül mennyire képes másokat is kiemelkedő teljesítményre ösztönözni.

## A mentori program feladata
Minden kiválasztott jelentkező a programnak köszönhetően egy szakmailag és társadalmilag elismert mentor támogatását élvezheti. A mentorok kiválasztásának két alapvető szempontja volt: a fiatalok támogatása iránti elkötelezettség; a kiemelkedő szakmai kvalitások, a saját területen elért eredmények, az ezekre épülő hitelesség. A mentorok feladata, hogy szakmailag, személyre szabottan támogassák a fiatalok munkásságát, kutatását.

## A mentorok és a mentoráltak
| '  | Mentorált            | Mentor               |
| 1  | Batta Eszter         | Basics Beatrix       |
| 2  | Bényei Éva Bernadett | Horváth Magyary Nóra |
| 3  | Dobi Réka            | Ádám Veronika        |
| 4  | Domonkos Andor       | Falus András         |
| 5  | Domoszlai Edit       | Tiszttartó Titusz    |
| 6  | Dr. Meskó Bertalan   | Somorjai Éva         |
| 7  | Hóbor Eszter         | Bugár Csaba          |
| 8  | Horváth Dávid        | Walitschek Csilla    |
| 9  | Illéssy Lenke        | Hegedüs Éva          |
| 10 | Kádár Anett Julianna | Zsoldos Dávid        |
| 11 | Kiss Ádám            | Korondi Péter        |
| 12 | Kiss-Végh Emőke      | Márton András        |
| 13 | Kovács Endre Arnold  | Bíró Csilla          |
| 14 | Kovács Mihály István | Lőrinczy György      |
| 15 | Kutasi Zoltán        | Nátrán Roland        |
| 16 | Lágler Gergely       | Szlankó János        |
| 17 | Laki Balázs          | Papp István          |
| 18 | Lám István           | Ránky Katalin        |
| 19 | Lantai-Csont Gergely | Kotroczó Róbert      |
| 20 | Lipécz Ádám          | Bojár Gábor          |
| 21 | Madák Zsuzsanna      | Enyedi Ildikó        |
| 22 | Markó Botond         | Schäffer Erzsébet    |
| 23 | Markó Gitta          | Külföldön van        |
| 24 | Markos Ádám András   | Navracsics Tibor     |
| 25 | Mécs Anna            | Rácz Zsuzsa          |
| 26 | Molnár Péter         | Meskál Tibor         |
| 27 | Oláh Dezső           | Zelnik István        |
| 28 | Pallai Károly Sándor | Zétényi Lili         |
| 29 | Plaszkó Noel László  | Hardy Ilona          |
| 30 | Sárosi Róbert        | Szűts Ildikó         |
| 31 | Szabó Gréta Veronika | Szendrő Péter        |
| 32 | Szabó Péter          | S. Hegyi Lucia       |
| 33 | Szabó Szonja         | Pataki Ági           |
| 34 | Szakács Richárd      | Ertl Péter           |
| 35 | Székely Szilveszter  | Bozsik Yvette        |
| 36 | Szénási Gábor        | Kósa Erika           |
| 37 | Szigethy Eszter      | Külföldön van        |
| 38 | Szilágyi Roland      | Batta András         |
| 39 | Szlama László        | Miklósa Erika        |
| 40 | Szokolay Ádám Zsolt  | Batta András         |
| 41 | Szunyoghy Viktória   | Kovács Gábor         |
| 42 | Szvet Tamás          | Gerendai Károly      |
| 43 | Tomcsányi Dóra       | Schiffer Miklós      |
| 44 | Toronyi Péter        | Egyedi Anikó         |
| 45 | Tóth Károly          | Pataki Éva           |
| 46 | Váczi Borbála        | Krizsó Szilvia       |
| 47 | Vásárhelyi Dávid     | Al Ghaoui Hesna      |
| 48 | Veres Ádám           | Leitner György       |
| 49 | Vérten Dániel        | Vidus Gabriella      |
| 50 | Zomborácz Virág      | Yalcinkaya Veronika  |